# ボスフリー

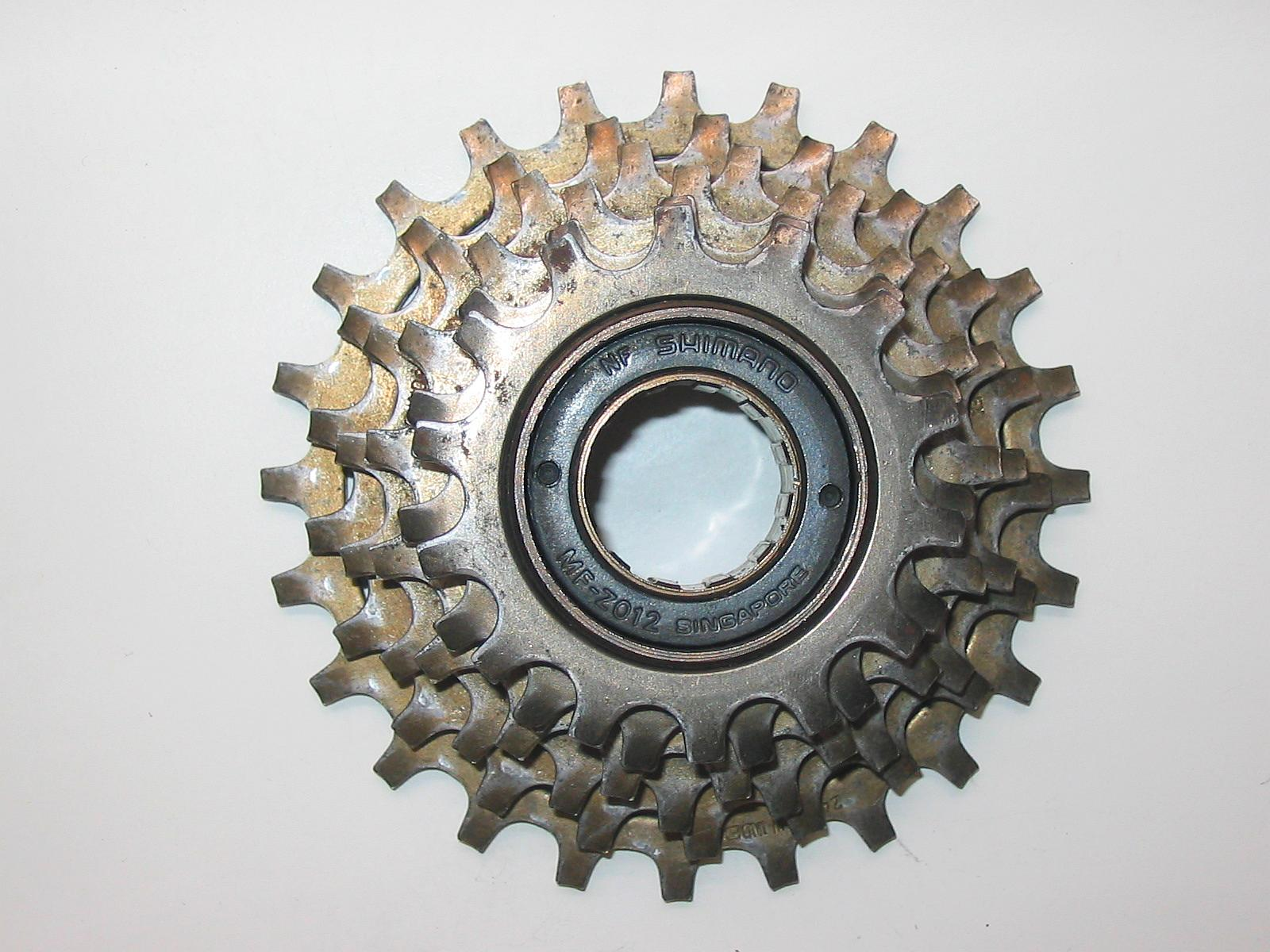
シマノ製のボスフリー

ボスフリーは自転車の部品で、歯数の異なる数枚のスプロケットを同軸上に重ねてコグセットを構成するものである。リア・ディレイラによってチェーンを架け替えることでギア比に変化を与えるために使う。

## 用語
ボスフリーは英語表記として「boss free」あるいは「boss freewheel」を想起させるが、実際は和製英語である。英語表記としては「freewheel」あるいは「multiple freewheel」を用いる。ちなみに、ボスフリーの「ボス」は「ハブ」のこと。ハブをボスと呼ぶことは、日本の機械工学全般（日本工業規格（JIS）を含む）でみられる現象であるが、ボスとハブの明確な定義がなく、混用されている。
ボスフリーという用語はあくまでも慣用表現であり、日本でボスフリーを製造している唯一のメーカーであるシマノでは、一貫して「マルチプルフリーホイール」と表現している。
なお、英語圏では単段のものは「freewheel（single freewheel」と呼ぶが、日本では単段のものは「シングルフリーホイール」「フリーギア」「フリーコグ」などの用語が用いられ、「ボスフリー」とは呼ばないのが一般的である。

## 変速の歴史
安全型自転車が発明された1887年から2年後(1889年)には、 英: S.J. Collier が2変速の周転円ボトムブラケット・ギアを登場させた。　
もっとも古い変速機は（ホイペットの設計製造で知られる）自転車技師の 英: C. M. Linley と 英: J. Biggsによるものという説が有力である。4変速のProteanについて1894年に特許が取得され、彼らによる2変速ギアが1900年のスターレーショー(割注：スターレーは、ローバーの前身となる企業だ。ジョン・ケンプ・スターレーを参照。)に出品された。
1902年には完全遊星ハブギア（内装変速機）であるスターメーアーチャーに関する特許がイギリスのラレー自転車 (英: Raleigh Cycle Company)によって取得される。
- Way, R. John (1974) (英語). THE BICYCLE;A Gide&Mnual. London: The Hmlyn Publishing Group Limted. p. 16. ISBN 0-600-31784-6. OCLC 461772757 より。

## 構成と取り付け

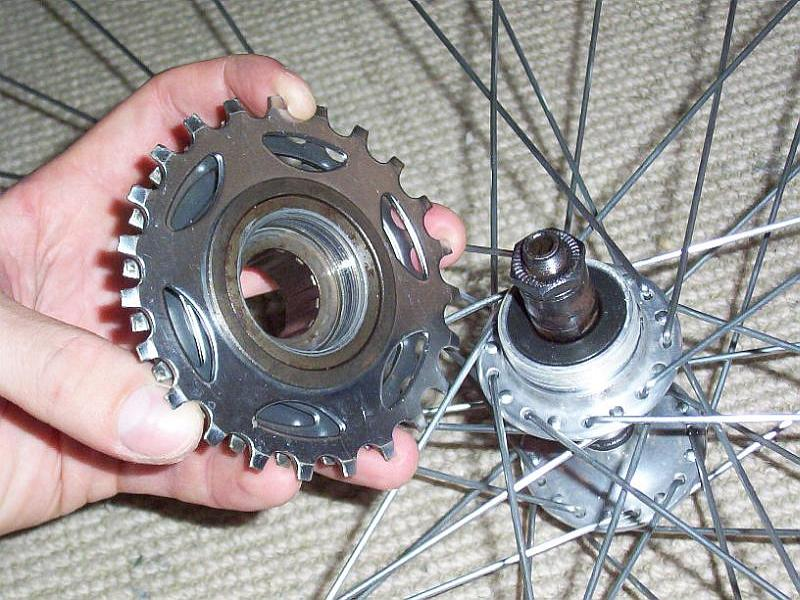
ボスフリーとハブの取付部分

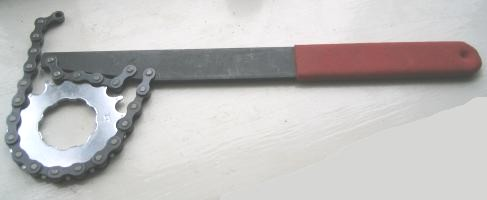
スプロケットの取り外し工具

ボスフリーは、2枚から8枚までのスプロケットがねじ込み、もしくは勘合で中子（フリーボディー、フリー体とも呼ばれる）に固定される（割注：2012年4月現在、シマノにおいてはスプロケット７枚ではボスフリーとカセット式の両方があり、8枚以上の組み合わせはカセット式のコグセットとなる。）。　中子には、ラチェット機構で一定の方向にのみ力を伝達できるフリーホイールになっている。　スプロケットの交換が可能な場合が多く、大小を組み替えることで走るコースや状況に合わせたギア比の組み合わせを計画的に選択できる。 車輪への取り付けは、軸部のハブと呼ばれる部品に中子をねじ込み固定する。

### 取り付け部の規格
ハブへ取り付け部はイギリスBSC規格（BC1.37×24tpi）、イタリアUNI規格、フランスNF規格（34.7mm×1mm）の3つのねじ規格がある。UNI規格とBSC規格は、ネジ山の角度の違いだけで、ネジ径、ピッチは同じであるため、流用することは不可能ではないネジ径、ピッチが同じでもネジ山の角度に相違あり流用することは不可能だ。　日本のJIS規格においてはBSC規格と同じねじ規格を採用している。

## メンテナンス

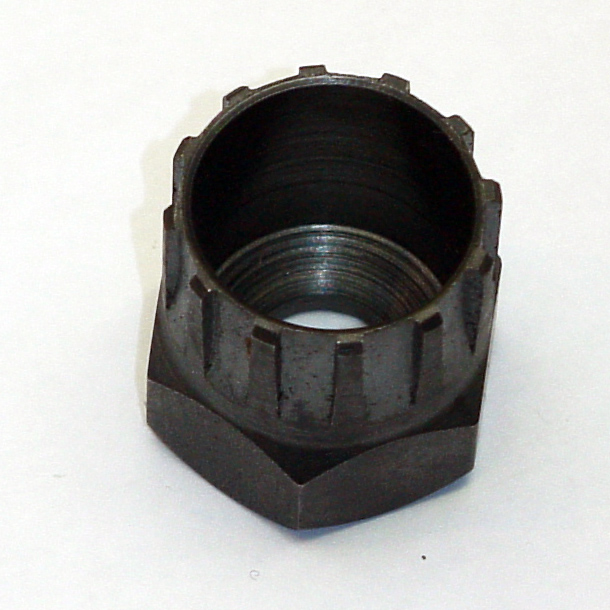
ボスフリーの取り外し工具

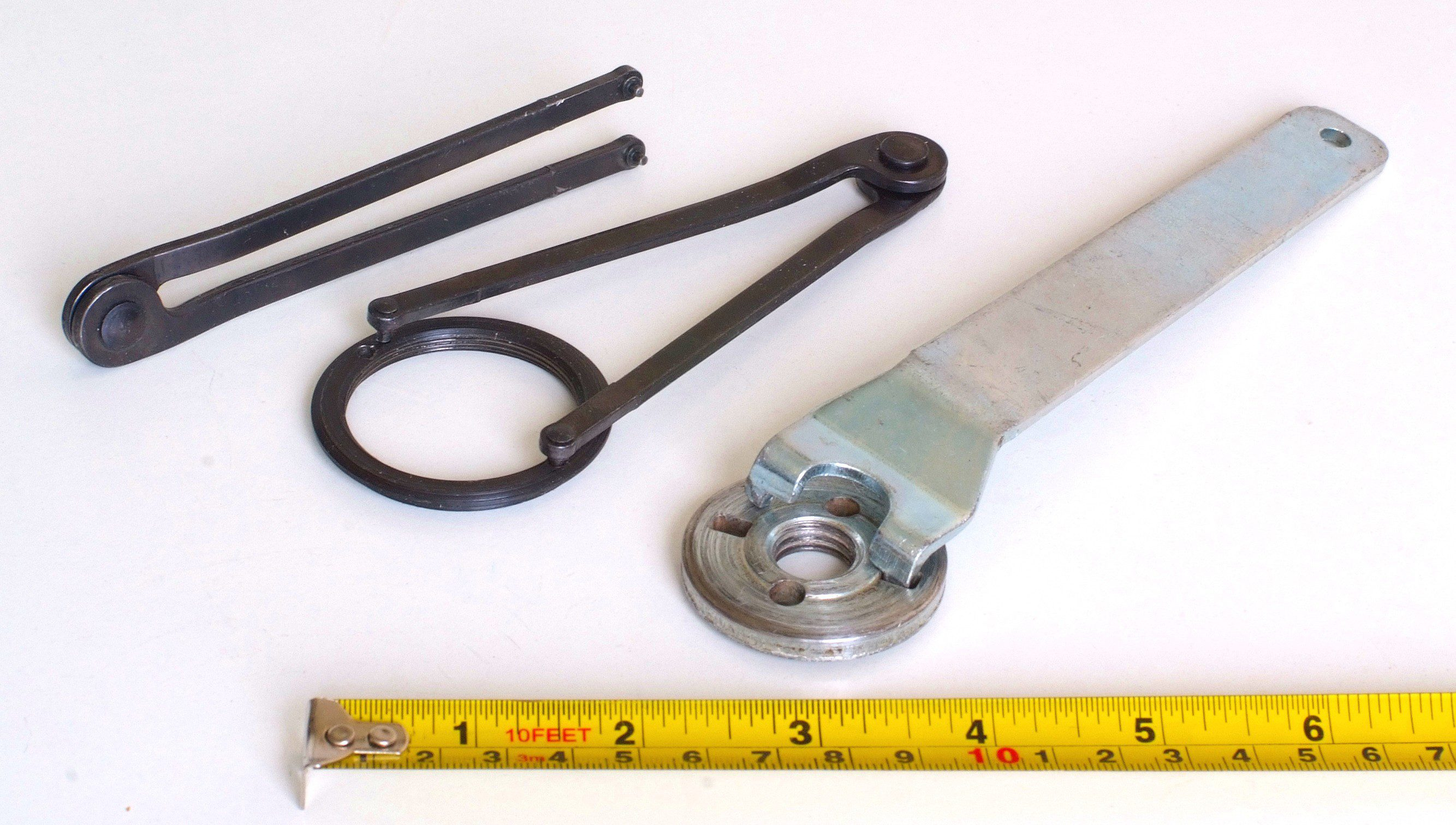
ピンフェイススパナ（俗称：カニ目スパナ）

ボスフリーのメンテナンスは、泥や埃などの汚れをウェスやブラシを用いて取り除いてから、注油することが日常の作業となる。　特に汚れがひどい場合は、ボスフリーを取り外し、少量の灯油やエンジンオイルなどを溶媒に用いてオイルバス洗浄を行う。
オーバーホールでベアリング交換を施工する場合は中子の分解が必要となる。分解作業においてフリーホイールの構造部品を破損させないように注意深く行う。
ボスフリーをハブから取り外すための（各社、各製品専用の）フリー抜き工具と呼ばれる専用工具が必要となる。　またスプロケットの組み換えには、チェーンウィップや、専用のフリーバイスが必要となる。　さらに中子の分解にはピンフェイススパナ（英: pin face spanner 俗称：カニ目スパナ）を用いる。
中子の内部にはボールベアリングを有するが、なおかつフリーホイールを有する構造上グリース充填ができないものが一般的である。よって粘性の高い潤滑油をこまめに注入すると良い。
またサンツアーの Winner Pro など一部のハイエンド製品には、グリースホールよりグリースの充填が可能である。しかし、誤って粘性の高いグリースを充填すると、中子内にあるフリーホイールのラチェット部の動きが悪くなる場合がある。充填には、PhilwoodやCampagnolo、Finishlineなどから販売されている粘性の低いグリースを使う。